# 浮谷東次郎
浮谷 東次郎（うきや とうじろう、1942年7月16日 - 1965年8月21日）は、千葉県市川市出身のレーサー。
日出学園小学校、日出学園中学校卒業。東京都立両国高校、日本大学農獣医学部中退。

## 来歴・人物
浮谷家は地元の庄屋の家柄で大地主。ガス会社や自動車教習所などを経営しており、経済的に恵まれた環境で生まれ育つ。祖父は浮谷権兵衛、大叔父は浮谷竹次郎。父・洸次郎がポルシェクラブの会長を務めるほどのクルマ好きだったこともあり、幼少期からクルマやオートバイに接していた。自家用車はまだ普及率が低く、一般庶民はオートバイを購入するのも難しかった時代である。
中学3年生の夏休みにドイツ製の50ccの2輪車であるクライドラー（50ccの2輪車は日本の法規で原動機付き自転車に分類され、当時は14歳から運転許可証を取得できた）で市川市～大阪市間を往復。新大阪ホテル（現在のリーガロイヤルホテルの前身。所在地と建物は異なる）に滞在していた母方の祖父、堀川辰吉郎を訪ねる旅だった。当時の日本は一級国道もほとんど砂利道であり、現在に比べ信頼性の低かった自動車や2輪車で東京と大阪を旅行するのは冒険といえた。ましてや中学生の少年の一人旅である。浮谷は道中で多くの人と出会い様々な体験をしたが、その道程を体験記『がむしゃら1500キロ』の題でまとめ、私家版として本にしている。なお、浮谷はクライドラーで軽井沢、富士五湖、箱根などへも走りに行ったといい、「クライドラーはどこに行っても125cc位のオートバイのような活躍をしてドイツ工業の素晴らしさを充分に発揮した。（中略）ちょっと道がこんでいたら、そこいらの乗用車なぞ負けるものではない」とその性能を絶賛している。
浮谷は私家版『がむしゃら1500キロ』をホンダ社長の本田宗一郎に送り、「あなたの息子の本田博俊さんと友人になりたい」と希望。これは本田博俊が発売されたばかりのホンダスーパーカブに乗っているのを記事で知り、興味を持ったかららしい。見知らぬ少年からの手紙と手記に心を動かされた本田は、息子の博俊に浮谷と友人になるよう勧めたという。ちなみに浮谷と本田博俊は同年齢。
その後、実家の経済的支援もあったが、ほぼ独力でアメリカに留学（このときの日記が後に『俺様の宝石さ』となり出版されている）。
帰国後、1963年の第1回日本グランプリに出場した友人の式場壮吉や、帰国後から本格的に親しくなった生沢徹らの影響もあって、トヨタの契約ドライバーとなる。浮谷はトヨタ関係者に売り込みの手紙を書いているが、生沢によれば「そういう手順については自分が色々と教えた」とのことである（生沢も同様の行動を取ってプリンス自動車のチームに加入）。
1964年5月の第2回日本グランプリT-Vクラスにトヨタ・コロナでレースデビュー。プリンススカイライン1500優勢と言われる中、同一車種では最速の11位にてゴール。実はこのレースとは別に、トヨタ・パブリカで小排気量クラスに出場することも予定されていたが、決勝前日の予選でコロナの劣勢が明らかになったため、レース部隊のトップがパブリカでの出場を断念するよう促したという説がある。
同年9月には、トヨタの契約ドライバーである多賀弘明や式場壮吉、プリンス自動車ワークスドライバーの生沢、日産自動車の三保敬太郎とともに、イギリスのジム・ラッセル・レーシングスクールに入校。滞在期間は限られていたがフォーミュラカーの操縦方法等の基本事項を学び、その最後に行われた模擬レースでトップになった。浮谷はジム・ラッセル・レーシングスクールから、翌年フォーミュラに出場する際には協力するというお墨付きを貰った。
その後はトヨタスポーツ800で活躍し、プライベートでも ホンダS600を改造したマシン「カラス」（改造用ボディパーツを製作したのは『童夢』創立者の林みのる）でレースに出場。1965年5月の「第2回クラブマンレース鈴鹿大会｣で優勝した。
同年7月18日に船橋サーキットで行われた全日本自動車クラブ選手権では、トヨタスポーツ800でGT-1クラスに参戦。4周目の最終コーナーで2位争いをしていた生沢のスピンに巻き込まれ接触し、右フロントのフェンダーを凹ませタイヤを傷つけないためにスロー走行を余儀なくされる。しかしピットでの応急処置後、鬼神のような追い上げで各マシンをごぼう抜きにし、23周目で生沢を捕らえ最終コーナーでトップに立つと、そのまま2位以下を引き離し優勝する。このレースの前にも、式場壮吉が主宰であるレーシングメイトからロータスレーシングエラン(26R)でGT-2レースに参戦しており、プリンス自動車のスカイライン2000GT-Bなどの強豪を相手に、安定した走りで終始他を圧倒しての優勝をとげた。このときを境にしてレースファンや関係者の間で、浮谷の名前は一躍知られることとなる。
その後も「カラス｣を発展させたホンダ・スペシャル（浮谷の死後、さらなる改造が加えられオープン化、Tojiro-2と命名され、1966年の日本グランプリのエキビジョンレースで出走している）の熟成やトヨタでの活動、さらにはヨーロッパでのフォーミュラ活動など、浮谷に対する周囲の期待は大きかったという意見がある。

## 事故死
船橋サーキットで2レース優勝を果たした翌月の1965年8月20日、三重県の鈴鹿サーキットでの練習中、立体交差を過ぎてからの150R（現在の130R）で、コース上を歩いていた2名の人物を避けようとして当時コース脇にあった水銀灯に激突。衝撃でマシンの外に放り出された浮谷は、両足の骨折や頭部を強打する等の重傷を負い、翌21日に脳内出血により死去した。23歳没。事故直後には「コースに人がいちゃ危なくて走れないよ」と語るなど意識があり、医師に「頭を打ったので調べてほしい」と伝えたといわれている。
浮谷はシートベルトを着用していなかったといわれ、これがけがの程度を悪化させた一因という声もある。シートベルトを着用していれば車外放出を避けられた可能性が高かったためであり、友人だった生沢徹は浮谷への弔意とは別に、シートベルト非装着を批判している。
浮谷が乗っていたのはレース用の車両ではなく、「カラス」製作者である林みのるの個人車（ホンダ・S600）だった。浮谷のために製作途中のレース用マシン（後のTojiro-2）に移設するため、シートベルトが取り外された状態だったという。浮谷は林が止めたにもかかわらず、勝手に乗り込んでコースインした。林に事故の責任はないと見る意見が一般的だが、林たちのマシン製作が遅れレース前に練習走行を行う時間がなくなり、結果として浮谷を焦らせたのではないかという意見もある（マシン製作はドライバーの浮谷も徹夜に近い状態で手伝っていたという）。林は浮谷の死に大きなショックを受け、一時的にレース界から身を引いている。
なお、1960年代当時のモータースポーツ界では、ツーリングカーやGTカー（一般市販車やその改造車）ではシートベルト装着が義務化されていたが、フォーミュラカー（F1に代表される1人乗りで車輪が車体の外に飛び出した純レーシングマシン）にはシートベルトが装着されていなかった。また、当時の日本の法規では、一般公道でのシートベルトの装着義務や車両への装備義務はなく、シートベルトの重要性は現在よりもはるかに低かった。

## 評価
浮谷は1960年代初頭の日本におけるモータースポーツ創生期のスターの一人で、少年時代から自動車／オートバイ雑誌にたびたび登場し、レース出場するようになってからはサーキット攻略法の解説や、新型車の試乗記などを執筆するという活動も行っている。本田博俊（無限）、林みのる（童夢）、生沢徹、同郷の先輩である式場壮吉、三保敬太郎、浅岡重輝、津々見友彦、福澤幸雄、杉江博愛（後の徳大寺有恒）、ミッキー・カーチス、鮒子田寛などドライバーや技術者たちと友人だったと言われる。また、鈴木亜久里の父（当時は自動車好きとして鈴鹿サーキットに頻繁に出入りし、半ば押しかけで生沢らのピットスタッフを務めていた）とも顔見知りだった。後年、本田博俊が結婚する際には、浮谷の両親が仲人を務めている。
レーシングドライバーとしては当時を知るレースマニアか好事家しか認知しない存在であったが、私家版だった「がむしゃら1500キロ」などを1970年代に筑摩書房が書籍化（幼児教育に関する著作で知られる医師松田道雄が推薦文を寄せている）。みずみずしい感性をみなぎらせた青春時代のエネルギッシュな生き方が広く知られることになり、浮谷のレース現役時代を知らない層にもファンが生まれた。1990年に週刊ヤングジャンプ誌上の森田信吾の漫画『栄光なき天才たち』で取り上げられたこともあり、浮谷から見れば息子や娘のような年代にも知名度を得た。また、上岡龍太郎が『テレビ探偵団』に出演した際、「僕にとってのヒーローは、石原裕次郎と浮谷東次郎」と語っていた。
浮谷は当時の日本人で一番F1に近いドライバーと言われたりもしたが、プロレーサーとしての活動はわずか2年足らずで目立った成績は最後の2戦程度であったこと、レーサーの命とも言える視力が弱かったこと（眼鏡やコンタクトレンズを使用）、関係者によれば実は天才型ではなく努力型であったと言われることなどから、才能や実力は未知数のままと見る意見もある。船橋のレースで浮谷に抜かれたベテランレーサー田中健二郎は、レース後に「あの坊や、そのうち大事故を起こすぞ」と危惧していたという。
浮谷の人間性と、ドライバーとしての才能に関し、津々見友彦による興味深い談話がある。ある時、浮谷や津々見を含む仲間達がタイムトライアルレースを行ったが、中で群を抜いて遅かったのが浮谷だったという。津々見によると「あそこまで成績が悪いと、普通の日本人なら他のメンバーに対して気後れしたり、卑屈になるだろう。しかし浮谷は全く気にかける様子もなく、かといって虚勢を張るでもなく、その前と同じで堂々としていた。これは大した奴だと思った」とのこと。
徳大寺有恒は近年のインタビューで「浮谷東次郎がどういうレーサーであったかとよく聞かれますが、レーサーとしての能力はわからないとしか答えようがありません。ただかっこよく革ジャンを着ていた後姿はよく思い出します」と答えている。また、徳大寺や浮谷が仲間たちと集まりスロットカーに興じていた際は浮谷だけがとても遅かったが、皆が疲れて次々に寝てしまい、翌朝に置きだして再びスロットカーで競争をすると、寝ずに練習した浮谷が圧倒的に速かったという。

## 著作
- 『燃えて走れ　"伝説"のレーサー浮谷東次郎』- 船橋CCCレースから始まり、東海道旅行、アメリカでの足跡など

グランド・ツーリング社 1972年
- 『わが青春の遺産』筑摩書房 1974年 - 高校時代の日記と手紙
  - 『オートバイと初恋と　わが青春の遺産』ちくま文庫 1986年
- 『がむしゃら1500キロ　わが青春の門出』- 市川市と大阪との往復の旅行記

筑摩書房（ちくま少年文庫、1977年）、ちくま文庫 1990年、新潮文庫（抄版）1981年
- 『俺様の宝石さ　わがアメリカ横断紀行』- アメリカ留学中の日記と手紙

筑摩書房 1980年、ちくま文庫 1985年

### 伝記
- 桂木洋二『明日への全力疾走　レーシングドライバー浮谷東次郎物語』グランプリ出版 1988年
- 岩崎呉夫『浮谷東次郎　早すぎた男のドキュメント』三樹書房 1992年、新版2000年
- 『東次郎へ』浮谷和栄編、三樹書房 1993年

## 関連事項
- 堀川辰吉郎
- 村上もとか…週刊少年ジャンプでのデビュー作「燃えて走れ！」は、浮谷を題材とした作品である。
- 岩崎呉夫…上記作品の原作者、後序章を加え「浮谷東次郎―速すぎた男のドキュメント」を三樹書房で上梓。
- 森田信吾…「浮谷東次郎物語　俺様の青春ロード」（モーターマガジン社、2008年）　ドキュメントコミック
- チャペル・オヴ・アドレーション…市川市にあるプロテスタント教会。母親の寄進により資料室"Toji's Room"　がある。
- 栄光なき天才たち